# 小松みどり (1891年生)
小松 みどり（こまつ みどり、1891年9月9日 - 1982年10月26日）は、日本の女優である。1940年代前半の一時期、小松 美登里と表記した時期がある。本名は谷 喜久（たに きく）。

## 人物・来歴
1891年（明治24年）9月9日、東京府東京市小石川区（現在の東京都文京区西部地域）に生まれる。姉は同じく女優の中川芳江（出生名:谷芳子、1886年 - 1953年）。
1895年（明治29年）、数え年5歳のころから坂東流の日本舞踊を身につけ、1911年（明治44年）には、日本橋区中洲（現在の東京都中央区日本橋中洲）にあった新派の劇場、真砂座に姉とともに参加、翌1912年（大正元年）には舞台デビューしている。松竹合名の招きで、1915年（大正4年）、京都の第二京極にある「大正座」に参加する。
その後、1919年（大正8年）12月6日に設立された映画会社、国際活映に入社、同社の巣鴨撮影所が製作し始めた新派映画に、五味国太郎、酒井健三らとともに出演する。翌1920年（大正9年）、同社の角筈撮影所（所長桝本清）が開所すると異動になり、同撮影所の開所第1作、野村愛正脚本、細山喜代松監督による長篇映画『短夜物語』に、林千歳、高勢実らとともに出演する。同作は、同年7月1日、同年5月にオープンした新宿武蔵野館ほかで公開された。1923年（大正12年）9月1日に起きた関東大震災の後、松竹下加茂撮影所に入社する。同撮影所では、もっぱら賀古残夢監督による澤村四郎五郎主演作における相手役を演じた。
1925年（大正14年）には、日活京都撮影所第一部（時代劇部）に移籍している。
1941年（昭和16年）1月27日、戦時統合によって大映が設立され、日活京都撮影所は大映京都撮影所となり、小松は同社に継続入社する。第二次世界大戦の終結後も、引き続き同撮影所に所属した。1951年（昭和26年）、1953年（昭和28年）の『キネマ旬報』の記事によれば、川口松太郎（1951年）あるいは酒井箴（1953年）が所長であった当時、小松は「製作部俳優課俳優」、つまり社員として大映京都撮影所に所属していた。これは橘公子、大伴千春、近江輝子、山本富士子のような技術契約者としての俳優ではなく、いわゆる大部屋女優である。1960年代にも出演を続け、満73歳を迎える1964年（昭和39年）には引退した。引退後も引き続き京都府京都市の等持院地区に住んだ。
1982年（昭和57年）10月26日、京都市内で死去した。満91歳没。姉の夫は映画監督の賀古残夢（1869年 - 1938年）。

## フィルモグラフィ

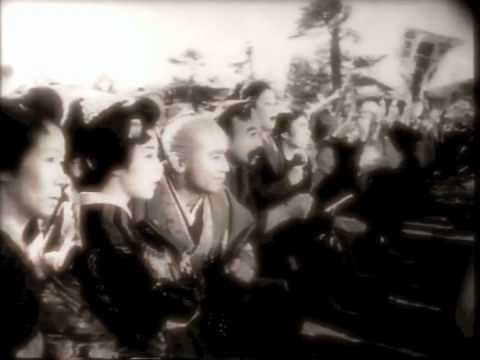
一番左の横顔が小松（当時満46歳）。その右が大倉千代子、以降左から藤川三之祐、志村喬、原駒子…。『血煙高田の馬場』（監督マキノ正博、1937年）のスチル写真。

すべてクレジットは「出演」である。役名のわかるものは公開日の右側に記し、東京国立近代美術館フィルムセンター（NFC）所蔵等の上映用プリントの現存状況についても記す。

### 国際活映
- 『血潮の鳴門』 : 監督不明、共演五味国太郎・酒井健三、製作国活巣鴨撮影所、配給国際活映、1920年5月18日公開
- 『短夜物語』 : 監督細山喜代松、製作国活角筈撮影所、配給国際活映、1920年7月1日公開
- 『尼僧になるまで』 : 監督田村宇一郎、製作国活巣鴨撮影所、配給国際活映、1921年製作
- 『悲しき旦』 : 監督不明、共演葛木香一・小池春枝、製作国活巣鴨撮影所、配給国際活映、1921年製作 - 主演
- 『一つの花』 : 監督不明、製作・配給帝国キネマ演芸、1922年製作 - 主演

### 松竹下加茂撮影所
すべて製作は「松竹下加茂撮影所」、配給は「松竹キネマ」である。
- 『日蓮小町』 : 監督賀古残夢、1924年1月31日公開
- 『由井正雪』 : 監督賀古残夢、1924年2月10日公開
- 『鐘の鳴る日』 : 監督賀古残夢、1924年2月20日公開
- 『お辰の死』 : 監督賀古残夢、1924年3月11日公開
- 『心中重井筒』 : 監督賀古残夢、1924年5月1日公開
- 『敵討恋の捕物 お藤の夫』 : 監督賀古残夢、1924年6月10日公開
- 『鋸の辰』 : 監督賀古残夢、1924年6月20日公開
- 『冬木心中』 : 監督枝正義郎、1924年6月20日公開 - 叔母お政
- 『次郎長外伝・大瀬半五郎』 : 監督賀古残夢、1924年6月30日公開
- 『牡丹燈籠』 : 監督賀古残夢、1924年7月20日公開 - 女中お米
- 『高山彦九郎』 : 監督賀古残夢、1924年7月20日公開
- 『柳生又十郎』 : 監督吉野二郎、1924年8月1日公開
- 『祐天吉松』 : 監督賀古残夢、1924年8月10日公開
- 『日光の円蔵』 : 監督吉野二郎、1924年8月10日公開
- 『高野長英』 : 監督賀古残夢、1924年9月2日公開
- 『千代竜』 : 監督大久保忠素、1924年10月1日公開
- 『難波の福』 : 監督大久保忠素、1924年10月11日公開
- 『実説 河内山宗俊』 : 監督枝正義郎、1924年10月21日公開
- 『白菊の歌』 : 監督清水宏、1924年10月31日公開

### 日活大将軍撮影所
特筆以外すべて製作は「日活大将軍撮影所」あるいは「日活京都撮影所第一部」（いずれも所在地は大将軍）、配給は「日活」である。
日活京都撮影所第一部
- 『落花の舞 前篇』 : 監督池田富保、1925年5月31日公開 - 女房お蝶
- 『落花の舞 中篇』 : 監督池田富保、1925年6月11日公開 - 女房お蝶
- 『児來也』 : 監督池田富保、1925年7月14日公開 - 富重の妻女 安江
- 『新撰組 前篇』 : 監督辻吉郎、1925年8月13日公開 - 芸妓お蝶
- 『新撰組 後篇』 : 監督辻吉郎、1925年公開 - お蝶

日活大将軍撮影所
- 『炬火を翳して』 : 監督辻吉郎、1925年10月23日公開
- 『荒木又右衛門』 : 監督池田富保、1925年11月1日公開 - 鍵屋亭女房おきぬ
- 『盡忠の叫び』 : 監督中山呑海、1925年12月11日公開
- 『珍な大名』 : 監督築山光吉、1925年公開
- 『地獄に落ちた光秀』 : 監督辻吉郎、1926年1月15日公開 - 光秀妻操
- 『孔雀の光 第一篇』 : 監督村田実、1926年3月5日公開 - 加寿江
- 『梁川庄八』 : 監督中山呑海、1926年3月12日公開
- 『孔雀の光 第二篇』 : 監督村田実、1926年3月19日公開 - 加寿江
- 『実録忠臣蔵 天の巻 地の巻 人の巻』 : 監督池田富保、1926年4月1日公開 - 由太郎女房
- 『その後の三郎丸』 : 監督辻吉郎、1926年4月29日公開
- 『敵討日月草紙 後篇』 : 監督波多野安正、1926年5月13日公開 - 女房お仲
- 『悲恋心中ケ丘』 : 監督高橋寿康、1926年7月1日公開
- 『義に鳴る虎徹』 : 監督辻吉郎、1926年7月1日公開 - 芸妓菊勇
- 『侠骨三日月 前篇』 : 監督池田富保、製作日活・尾上松之助プロダクション、配給日活、1926年7月14日公開 - おたね
- 『刃下の白痴』 : 監督若山治、1926年9月23日公開
- 『月形半平太』 : 監督高橋寿康、1926年9月30日公開 - 呪ひの狂婆
- 『水戸黄門』 : 監督池田富保、1926年10月15日公開 - 左門妻お仙
- 『金』 : 監督溝口健二、1926年12月3日公開 - 金太の女房・おまさ
- 『修羅王 前後篇』 : 監督池田富保、1926年12月31日公開 - 左治馬の妻・お八重
- 『塩原多助』 : 監督若山治、1926年公開
- 『剣侠』 : 監督中山呑海、1926年公開
- 『大久保彦左衛門』 : 監督池田富保、1927年4月15日公開 - 玉笹
- 『半九郎捕物帳 剣』 : 監督清瀬英次郎、1927年5月6日公開
- 『悲恋狂刃』 : 監督吉本清濤、1927年6月14日公開 - 大月乳母刈藻
- 『流転 前後篇』 : 監督伊藤大輔、1927年6月24日公開 - その情婦お浜
- 『地雷火組 第一篇』 : 監督池田富保、1927年7月14日公開 - 金助女房おみち
- 『地雷火組 第二篇』 : 監督池田富保、1927年7月22日公開 - 金助女房おみち
- 『討れぬ仇』 : 監督若山治、1927年7月31日公開 - 母梢
- 『増補改訂忠臣蔵 天の巻 地の巻 人の巻』 : 監督池田富保、1927年9月1日公開 - その妻おたに
- 『落花の淵』 : 監督波多野安正、1927年9月8日公開

### 日活京都撮影所
特筆以外すべて製作は「日活太秦撮影所」あるいは「日活京都撮影所」（いずれも所在地は太秦）、配給は「日活」である。
日活太秦撮影所
- 『建国史 尊王攘夷』 : 監督池田富保、1927年10月1日公開 - 井伊公奥方昌子の方
- 『弥次㐂多 尊王の巻』 : 監督池田富保、1927年12月31日公開 - お勝
- 『弥次㐂多 韋駄天の巻』 : 監督池田富保、1928年1月14日公開 - お勝
- 『弥次㐂多 伏見鳥羽の巻』 : 監督池田富保、1928年2月1日公開 - お勝
- 『銀の蝙蝠』 : 監督清瀬栄次郎、1928年6月29日公開
- 『新版四谷怪談』 : 監督伊藤大輔、製作日活大将軍撮影所、配給日活、1928年7月6日公開 - 乳母おまき
- 『残されしもの』 : 監督吉本清濤、1928年8月26日公開
- 『清水次郎長 義侠篇』 : 監督辻吉郎、1928年9月14日公開
- 『維新の京洛 竜の巻 虎の巻』 : 監督池田富保、「小松美登里」名義、1928年9月27日公開 - 池田屋おたき
- 『落花剣光録 第一篇』 : 監督清瀬栄次郎、1928年12月13日公開 - お里
- 『天野屋利兵衛』 : 監督池田富保、1928年12月31日公開 - 寛斎妻おまき
- 『血織薩摩』 : 監督吉本清濤、1928年公開
- 『松平長七郎』 : 監督高橋寿康、1929年1月7日公開 - お滝
- 『落花剣光録 第二篇』 : 監督清瀬栄次郎、1929年1月20日公開 - お里
- 『五千石』 : 監督吉本清濤、1929年1月27日公開
- 『赤垣源蔵』 : 監督池田富保、1929年2月15日公開 - 塩山の妻
- 『英傑秀吉』 : 監督池田富保、1929年3月31日公開 - 籐吉郎の母お浪
- 『落花剣光録 第三篇』 : 監督清瀬栄次郎、1929年5月3日公開 - お里
- 『修羅城 水星篇 火星篇』 : 監督池田富保、1929年10月1日公開 - おさよ
- 『竜巻長屋』 : 監督渡辺邦男、1929年11月29日公開
- 『春風の彼方へ』 : 監督伊丹万作、製作片岡千恵蔵プロダクション、配給日活、1930年3月14日公開 - その妻
- 『元禄快挙 大忠臣蔵 天変の巻 地動の巻』 : 監督池田富保、1930年4月1日公開 - 武林の母千代子
- 『落花飛炎録』 : 監督清瀬栄次郎、1930年6月7日公開 - 女房お袖
- 『渦潮』 : 監督稲垣浩、製作片岡千恵蔵プロダクション、配給日活、1930年6月14日公開 - 母おくに
- 『江戸っ子市場』 : 監督清瀬栄次郎、1931年3月13日公開
- 『旅の人』 : 監督益田晴夫、1931年4月15日公開
- 『かんかん虫は唄ふ』 : 監督田坂具隆、1931年5月8日公開 - 料理屋千歳の女将おひら
- 『御家人くずれ』 : 監督辻吉郎、1931年5月8日公開 - 妻おたか
- 『殉教血史 日本二十六聖人』 : 監督池田富保、1931年10月1日公開 - 健市の母お律、現存（NFC所蔵[10]）
- 『冬木心中』 : 監督辻吉郎、製作片岡千恵蔵プロダクション、配給日活、1931年10月23日公開 - 母おとく
- 『仇討選手』 : 監督内田吐夢、1931年12月18日公開 - その母
- 『小笠原騒動 鬼奴岡田良介』 : 監督池田富保、1932年1月29日公開 - 主膳の妻雪路
- 『紅緒の伝八笠』 : 監督益田晴夫、1932年5月6日公開 - お玉
- 『冷飯十万石』 : 監督池田富保、1932年5月27日公開 - お雪の方
- 『木曽路の鴉』 : 監督清瀬栄次郎、1932年7月8日公開 - 其の母おいく
- 『彦左の一本槍』 : 監督池田富保、1932年7月22日公開 - 侍女島絵
- 『勤王田舎噺』 : 監督益田晴夫、1932年9月8日公開 - 仲居お民
- 『浪人しぐれ笠』 : 監督渡辺邦男、1932年10月6日公開 - お辰
- 『時代の驕児』 : 監督稲垣浩、製作片岡千恵蔵プロダクション、配給日活、1932年12月22日公開 - 港屋の女将
- 『万太郎暴風雨』 : 監督辻吉郎、1933年3月15日公開 - 妻お米
- 『曠野乃果 前篇』 : 監督辻吉郎、1933年5月18日公開 - その母
- 『曠野乃果 完結篇』 : 監督辻吉郎、1933年公開 - その母
- 『峠三里』 : 監督犬塚稔、1933年8月17日公開 - 遠州屋女房
- 『ちりめん供養』 : 監督池田富保、1934年3月15日公開 - 叔母おみち
- 『侠盗ふくろう組』 : 監督尾崎純、1934年3月21日公開 - その母

日活京都撮影所
- 『紋三郎の秀』 : 監督池田富保、1934年5月31日公開 - 徳蔵女房お時
- 『すてうり勘兵衛』 : 監督清瀬栄次郎、1934年6月7日公開 - 母菊野
- 『雨の佐太郎船』 : 監督池田富保、1934年8月1日公開 - 乳母お春
- 『槍供養』 : 監督辻吉郎、1934年9月23日公開 - 市助母 おとせ
- 『風流深編笠』 : 監督辻吉郎、1935年2月21日公開 - 八雲
- 『剣雲薩摩歌』 : 監督池田富保、1935年4月18日公開 - 母久之
- 『子守唄武州颪』 : 監督宮田味津三、製作日活多摩川撮影所、配給日活、1935年10月24日公開
- 『封印半次郎』 : 監督久見田喬二、1935年12月1日公開 - 母お民
- 『股旅千一夜』 : 監督稲垣浩、1936年10月1日公開
- 『森の石松』 : 監督山中貞雄、1937年3月19日公開 - お勘婆さん
- 『血煙高田の馬場』 : 監督マキノ正博・稲垣浩、1937年12月31日公開 - 乳母 おかつ、現存（NFC所蔵[10]）
- 『松平外記』 : 監督尾崎純、1938年2月10日公開 - 乳母
- 『忠臣蔵 地の巻』 : 監督池田富保、1938年3月31日公開 - 弥兵衛の妻 沢の井、現存（NFC所蔵[10]）
- 『忠臣蔵 天の巻』 : 監督マキノ正博、1938年3月31日公開 - 弥兵衛の妻 沢の井、現存（NFC所蔵[10]）
- 『出世太閤記』 : 監督稲垣浩、1938年6月17日公開 - ねねの母
- 『三味線やくざ』 : 監督衣笠十四三、1938年7月1日公開 - 荒物屋の女房、現存（NFC所蔵[10]）
- 『闇の影法師』 : 監督稲垣浩、1938年7月14日公開 - 現存（NFC所蔵[10]）
- 『髑髏銭 前篇 風の巻』 : 監督辻吉郎、1938年7月31日公開
- 『髑髏銭 後篇 雲の巻』 : 監督辻吉郎、1938年8月10日公開
- 『地獄の蟲』 : 監督稲垣浩、1938年10月6日公開 - おつね
- 『弥次㐂夛道中記』 : 監督マキノ正博、1938年12月1日公開 - 現存（NFC所蔵[10]）
- 『春秋一刀流』 : 監督丸根賛太郎、1939年6月1日公開 - お寺掃除婆さん
- 『三味線武士』 : 監督衣笠十四三、1939年11月15日公開 - 結髪、現存（NFC所蔵[10]）
- 『宮本武蔵 第一部 草分の人々 第二部 栄達の門』 : 監督稲垣浩、1940年3月31日公開 - 角兵衛の妻
- 『歴史 第一部 動乱戊辰』 : 監督内田吐夢、製作日活多摩川撮影所、配給日活、1940年5月15日公開 - 新一郎の母
- 『織田信長』 : 監督マキノ正博、「小松美登里」名義、1940年11月14日公開 - 政秀の妻、現存（NFC所蔵[11]）
- 『伊達大評定』 : 監督池田富保、1941年3月1日公開 - 老女汐路
- 『柳生大乗剣』 : 監督池田富保、1942年1月14日公開 - 勝江
- 『宮本武蔵 一乗寺決闘』 : 監督稲垣浩、「小松美登里」名義、1942年3月25日公開 - 編笠売の老婆、現存（NFC所蔵[11]）

### 大映京都撮影所
特筆以外はすべて製作は「大映京都撮影所」、配給は「大映」である。
- 『伊賀の水月』 : 監督池田富保、1942年8月13日公開 - 鍵屋の女房
- 『殴られたお殿様』 : 監督丸根賛太郎、1946年3月21日公開 - 越路
- 『山猫令嬢』 : 監督森一生、1948年3月9日公開 - お玉、現存（NFC所蔵[10]）
- 『狙われた女』 : 監督森一生、1948年8月9日公開 - 現存（NFC所蔵[10]）
- 『月よりの使者』 : 監督加戸敏、1949年1月31日公開 - 現存（NFC所蔵[10]）
- 『紅蓮菩薩』 : 監督森一生、1949年2月21日公開 - お新
- 『わたしの名は情婦』 : 監督森一生、1949年8月22日公開 - 増見富子、現存（NFC所蔵[10]）
- 『山を飛ぶ花笠』 : 監督伊藤大輔、1949年9月11日公開 - お兼、現存（NFC所蔵[10]）
- 『痴人の愛』 : 監督木村恵吾、製作大映東京撮影所、配給大映、1949年10月16日公開 - 植木屋のおかみ
- 『復活』 : 監督野淵昶、製作大映東京撮影所、配給大映、1950年6月10日公開
- 『ごろつき船』 : 監督森一生、1950年11月18日公開 - おたに
- 『偽れる盛装』 : 監督吉村公三郎、1951年1月13日公開 - 現存（NFC所蔵[10]）
- 『お遊さま』 : 監督溝口健二、1951年6月22日公開 - 宿の女中、現存（NFC所蔵[10]）
- 『源氏物語』 : 監督吉村公三郎、1951年11月2日公開 - 現存（NFC所蔵[10]）
- 『続修羅城秘聞 飛竜の巻』（『續 修羅城秘聞 飛雲の巻』） : 監督衣笠貞之助、製作新演伎座・大映京都撮影所、配給大映、1952年5月8日公開 - 現存（NFC所蔵[10]）
- 『怪談深川情話』 : 監督犬塚稔、1952年7月24日公開 - 婆やお安
- 『銭形平次捕物控 からくり屋敷』 : 監督森一生、1953年1月3日公開 - 現存（NFC所蔵[10]）
- 『千羽鶴』 : 監督吉村公三郎、製作大映東京撮影所、配給大映、1953年1月15日公開 - 現存（NFC所蔵[10]）
- 『慾望』 : 監督吉村公三郎、製作近代映画協会、配給大映、1953年5月13日公開 - 現存（NFC所蔵[10]）
- 『祇園囃子』 : 監督溝口健二、1953年8月12日公開 - お梅、現存（NFC所蔵[10]）
- 『砂絵呪縛』 : 監督安田公義、1953年10月7日公開 - 江戸城の老女
- 『続砂絵呪縛雪女郎』 : 監督安田公義、1953年10月27日公開 - 江戸城の老女
- 『雪の夜の決闘』 : 監督衣笠貞之助、1954年2月3日公開 - 現存（NFC所蔵[10]）
- 『山椒大夫』 : 監督溝口健二、1954年3月31日公開 - 現存（NFC所蔵[10]）
- 『花の長脇差』 : 監督衣笠貞之助、1954年4月28日公開 - 現存（NFC所蔵[10]）
- 『噂の女』 : 監督溝口健二、1954年6月20日公開 - 現存（NFC所蔵[10]）
- 『怪猫岡崎騒動』 : 監督、1954年7月21日公開 - 老女
- 『お富さん』 : 監督天野信、1954年11月3日公開 - 婆や
- 『近松物語』 : 監督溝口健二、1954年11月23日公開 - 茶店の老婆 - 現存（NFC所蔵[10]）
- 『潮来出島 美男剣法』 : 監督安田公義、1954年12月22日公開 - お道
- 『月を斬る影法師』 : 監督三隅研次、1955年6月8日公開 - お小夜の母さだ
- 『新・平家物語』 : 監督溝口健二、1955年9月21日公開 - 郎党の妻女 - 現存（NFC所蔵[10]）
- 『新平家物語 義仲をめぐる三人の女』 : 監督衣笠貞之助、1956年1月15日公開 - 現存（NFC所蔵[10]）
- 『まらそん侍』 : 監督森一生、1956年2月5日公開 - 数馬の母
- 『残菊物語』 : 監督島耕二、1956年4月23日公開 - 現存（NFC所蔵[10]）
- 『祇園の姉妹』 : 監督野村浩将、1956年5月18日公開 - 現存（NFC所蔵[10]）
- 『花の兄弟』 : 監督三隅研次、1956年6月8日公開 - ばあや
- 『夜の河』 : 監督吉村公三郎、製作大映東京撮影所、配給大映、1956年9月12日公開 - 現存（NFC所蔵[10]）
- 『あばれ鳶』 : 監督森一生、1956年12月12日公開 - 現存（NFC所蔵[10]）
- 『ロマンス誕生』 : 監督瑞穂春海、製作宝塚映画製作所、配給東宝、1957年5月15日公開 - 婆や
- 『南蛮寺の佝楼男』 : 監督斎藤寅次郎、1957年7月13日公開 - お民
- 『夜の蝶』 : 監督吉村公三郎、製作大映東京撮影所、配給大映、1957年7月28日公開 - 妾宅の婆や、現存（NFC所蔵[10]）
- 『切られ与三郎』 : 監督伊藤大輔、1960年7月10日公開 - お里、現存（NFC所蔵[10]）
- 『好色一代男』 : 監督増村保造、製作大映東京撮影所、配給大映、1961年3月21日公開 - 現存（NFC所蔵[10]）
- 『小太刀を使う女』 : 監督池広一夫、1961年9月13日公開 - 婆さん甲
- 『続悪名』（『続 惡名』） : 監督田中徳三、1961年12月17日公開 - 現存（NFC所蔵[10]）
- 『破戒』 : 監督市川崑、1962年4月6日公開 - 現存（NFC所蔵[10]）
- 『新悪名』（『新・惡名』） : 監督森一生、1962年6月3日公開 - 現存（NFC所蔵[10]）
- 『新選組始末記』 : 監督三隅研次、1963年1月3日公開 - 現存（NFC所蔵[10]）
- 『女系家族』 : 監督三隅研次、1963年3月31日公開
- 『妖僧』 : 監督衣笠貞之助、1963年10月5日公開 - 現存（NFC所蔵[10]）
- 『ど根性一代』 : 監督池広一夫、1963年10月19日公開 - おきん
- 『剣』 : 監督三隅研次、1964年3月14日公開 - 現存（NFC所蔵[10]）
- 『駿河遊侠伝 賭場荒し』 : 監督森一生、1964年6月5日公開 - お吉婆あ

### 引退後
- 『古都憂愁 姉いもうと』 : 監督三隅研次、1967年4月15日公開 - 祇王寺の老婆
- 『男の勝負 関東嵐』 : 監督、製作東映京都撮影所、配給東映、1967年9月18日公開 - お常
- 『さくら盃 義兄弟』 : 監督、製作ニューセンチュリー映画、配給日活、1969年3月29日公開 - おゆき